# Ilha das Caieiras
A Ilha das Caieiras, é um bairro da região da Grande São Pedro, em Vitória. Teve origem com o primeiro donatário da capitania do Espírito Santo, Vasco Fernandes Coutinho, durante a colonização do estado. Neste período, a ilha foi centro de movimentação comercial para desembarque de mercadorias advindas do interior.
O nome Ilha das Caieiras tem sua história intimamente ligada à produção artesanal cal de ostras ali instalada pelo português José Lemos de Miranda. Todos se referiam à ilha como das Caieiras, ou seja, aquela lha que possui caieira ou fábrica de cal.
A fábrica foi responsável pelo grande número de pessoas que para lá se dirigiu no início do século XX. As ostras eram catadas, lavadas e jogadas em um grande forno. Uma camada de lenha, uma camada de ostras. Cada dupla de camadas era separada por chapas de ferro perfuradas para garantir a oxigenação e a queima. Após três dias de fogo, as ostras queimadas eram retiradas ainda quentes e com carrinhos de mão, jogadas sobre um piso liso. Sobre elas era lançada grande quantidade de água. No resfriamento elas eram quebradas com pás, e depois peneiradas. Estava pronta a cal. Em sacas era levada por canoas para o porto de Vitória. Esta atividade durou mais de 40 anos. Ao longo do tempo,  foram desenvolvidas como principais atividades para sustento das famílias a pesca e o desfio de siri, tornando o bairro referencia para quem busca conhecer a Moqueca e a Torta Capixaba.  

## Museu do Pescador
O Museu Histórico Manoel Passos Lyrio, também conhecido como Museu do Pescador, é um dos pontos turísticos do bairro. O nome do museu homenageia um dos primeiros moradores da Ilha das Caieiras.